# Young Girl
Young Girl är en poplåt skriven av Jerry Fuller. Den skrevs för Gary Puckett & The Union Gap 1968 och är deras kändaste låt. Låten blev en stor hit i USA med en andraplats på singellistan, och toppade flera singellistor i Europa. Låttexten rör en man som upptäcker att han mot vad han först trodde är kär i en flicka som inte uppnått sexuell myndighetsålder.

## Listplaceringar
| Lista (1968)   | Position             |
| -------------- | -------------------- |
| Australien     | 2 (Go Set)           |
| Danmark        | 3 (DR "Top 20")      |
| Finland        | 8                    |
| Irland         | 1                    |
| Kanada         | 1                    |
| Nederländerna  | 2                    |
| Norge          | 1 (VG-lista)         |
| Nya Zeeland    | 1 (NZ Listner)       |
| Schweiz        | 2                    |
| Spanien        | 17                   |
| Storbritannien | 1 (UK Singles Chart) |
| Sverige        | 1 (Kvällstoppen)     |
| Sverige        | 2 (Tio i topp)       |
| USA            | 2                    |
| Västtyskland   | 6                    |
| Österrike      | 12                   |